# Революция брёвен
Революция брёвен (сербохорв. Балван-револуциjа / Balvan-revolucija, серб. Балван-револуција, хорв. Balvan-revolucija) — название протестного движения сербов в Хорватии, существовавшего во время начального этапа гражданской войны в бывшей Югославии в 1990 году. Националистические меры хорватских властей, а также их стремление отделиться от Югославии вызвали волну протестов среди компактно проживавших там сербов, которые переросли в движение за автономию и стремление остаться в едином государстве.
Своё название это протестное движение получило благодаря дорожным баррикадам из поваленных деревьев и больших камней, которыми сербы блокировали многочисленные дороги в Далмации 17 августа 1990 года, чтобы не дать хорватской полиции сорвать свой референдум об автономии. Результатом революции стало создание сербами своей автономной области Краина.

## Рост национализма в Югославии
В 1981 году произошли беспорядки в Косове и Метохии, вызванные массовыми демонстрациями косовских албанцев, требовавших превращения автономного края в республику или его независимости от Югославии. Также руководство союзных республик Словении и Хорватии стремилось к децентрализации и демократическим преобразованиям. В свою очередь, власти в Белграде стремились подавить сепаратистские движения в стране. В начале 1990-х годов сербское руководство во главе со Слободаном Милошевичем фактически упразднило автономию Косова.
Одновременно с требованиями децентрализации и получения более широкой автономии в Словении и Хорватии происходил рост национализма. После прихода к власти в Сербии Милошевича югославское руководство заявило о необходимости централизованного управления из Белграда. Противоречия между союзными республиками и федеральным центром нарастали. Помимо роста национализма в Словении и Хорватии, сербский национализм также становился угрозой единому югославскому государству. В 1989 году один из лидеров сербских националистов Воислав Шешель посетил США, где один из лидеров сербских четников Момчило Джуич присвоил ему звание «воевода».
В марте 1989 года кризис в Югославии углубился. Сербское руководство де-факто ликвидировало автономии Воеводины и Косова, а также, получив поддержку от Черногории, смогло существенно влиять на принятие решений на федеральном уровне. Это вызвало протесты со стороны руководителей Словении, Хорватии, Боснии и Герцеговины. После чего стали возникать призывы к реформированию югославской федерации со стороны руководителей союзных республик.
Таким образом, постепенный рост национализма в Югославии в течение 1980-х годов привёл к общеюгославскому кризису и падению коммунистической системы.

## Начало напряжённости в Хорватии
В конце 1980-х годов в Хорватии усилилась националистическая пропаганда, появились первые признаки антисербских настроений в республике, росла напряжённость.
После того, как хорватское республиканское руководство поддержало бастующих албанских шахтёров в Косове и Метохии, сербы в Хорватии организовали митинг в поддержку косовских сербов в Книне, который прошёл 27 февраля 1989 года. Собравшиеся выкрикивали имена Слободана Милошевича и Стипе Шувара, призывали к братству и единству. Хорватское руководство постановило проверить, был ли митинг националистическим, однако проверка этого не подтвердила. В июле 1989 года в Книнской Краине во время праздника по поводу 600-летия Косовской битвы были поставлены и вопросы положения сербов в Хорватии: упоминалось право на собственную культуру, язык и употребление кириллицы. Праздник был прерван хорватскими республиканскими властями после того, как на праздновании начали петь народные сербские песни. Властями это было расценено как проявление национализма. Сразу после праздника были арестованы некоторые сербские общественные деятели, в том числе руководитель только что созданного культурно-просветительского общества «Зора» Йован Опачич. В августе 1989 года Сабор Хорватии принял закон о языке, в котором сербский язык как язык сербского народа в Хорватии не упоминался.
В феврале 1990 года в Книне Йованом Рашковичем была основана Сербская демократическая партия (серб. Српска демократска Странка). В программе партии говорилось, что «территориальное деление Хорватии устарело» и что «оно не соответствует интересам сербского народа». Программа партии совпадала с мнением официального Белграда о пересмотре границ внутри Югославии для того, чтобы все сербы жили в одном государстве.
Уже на первом съезде (24—25 февраля 1990 года) Хорватского демократического содружества, где руководителем партии был избран Франьо Туджман, прозвучали его слова о том, что Хорватия времён Второй мировой войны была не только нацистским образованием, но и выражала тысячелетние стремления хорватского народа. По данным российского историка Елены Гуськовой, в феврале того же года Туджман заявил, что сербов в Хорватии надо назвать православными хорватами, запретить название «православный серб» и создать хорватскую православную церковь.
4 марта 1990 года на Петровой горе прошёл митинг, на котором собралось около 50 000 сербов. Участники митинга выразили недовольство политикой хорватских властей и Туджмана и заявили о поддержке Слободана Милошевича.
22 апреля — 6 мая 1990 года в Хорватии состоялись выборы в органы власти на многопартийной основе. ХДС получило в парламенте 2/3 мест во всех трёх палатах Сабора. Франьо Туджман был избран председателем Президиума Хорватии. Хорватский политик Мико Трипало отмечал, что «Тогда хорватский народ определился против Югославии и против коммунизма как системы. ХДС начало предвыборную кампанию как единственная партия, которая точно определила, может быть и с экстремистских позиций, проблему хорватского государства». Был замечен инцидент в селе Берак в Восточной Славонии, когда после передачи власти Туджману сербское население села в знак протеста воздвигло баррикады.
В то же время происходит политическая активизация сербов в Хорватии. 11 февраля 1990 года в Войниче была создана Югославская самостоятельная демократическая партия, а 17 февраля в Книне — Сербская демократическая партия. На выборах в апреле того же года СДП получила большинство голосов в трёх общинах с преобладанием сербского населения и соответственно пять мест в хорватском республиканском парламенте. В других общинах со значительным процентом сербов она поделила голоса с коммунистами. Йован Рашкович, один из основателей партии, не желал разделения по этническому принципу и первоначально хотел назвать партию просто «Демократическая». Однако Йован Опачич настаивал на том, что партия должна выражать волю сербского народа.
Скупщина общины Книн 10 апреля 1990 года на совместном заседании всех палат приняла решение заключить Договор об объединении сербских общин Далмации и создать Объединение общин Далмации и Лики. По мнению Елены Гуськовой, сербов беспокоили отказ хорватских властей предоставить им культурную автономию и ужесточение антисербской кампании.

## Меры хорватских властей и дискриминация сербов в Хорватии
Политика ХДС и националистические высказывания ряда его руководителей, включая и Франьо Туджмана, усилили межнациональную напряжённость в республике. После введения новых государственных символов и изменения названия республики (было убрано слово «Социалистическая») выросла напряжённость в сербско-хорватских отношениях, а затем сербы потребовали культурной автономии, в предоставлении которой им было отказано.
20 июня Президиум Социалистической Республики Хорватии изменил название, изъяв из него слово «социалистическая», принял новые государственные символы. Символика в виде шахматного чередования белых и красных клеток (шаховница), заменившая звезду на флаге, у сербского населения республики стала ассоциироваться с символикой хорватских усташей времён Второй мировой войны.
Ситуация в Хорватии усугублялась националистическими мерами республиканского правительства. В июне-июле 1990 сербскохорватский язык был изменён на хорватский, сначала было изменено название, а затем и грамматические нормы языка. В служебной переписке и в СМИ было запрещено кириллическое письмо. Из школьных программ были изъяты тексты по сербской истории, сербские писатели и поэты. Сербов в государственных учреждениях заставляли подписывать «листы лояльности» новому хорватскому правительству. Отказывавшихся делать это немедленно увольняли. Особенно заметно это было в системе МВД, причём часть служащих там сербов была арестована. Оказывалось давление на представителей сербской интеллигенции.

Неоднократно провокационные заявления делали и хорватские политики. В частности, Туджман заявлял, что Хорватия времён Второй мировой войны была не только нацистским образованием, но и выражала тысячелетние стремления хорватского народа. Другим его известным высказыванием стало: 
Слава Богу, что моя жена не еврейка и не сербка.
Стипе Месич, в свою очередь, заявил, что единственная сербская земля в Хорватии та, которую сербы принесли с собой на подошвах ботинок.
Тогда же начались многочисленные нападения хорватских экстремистов на Сербскую православную церковь. Были отмечены случаи избиений священников, провокаций у церквей во время богослужений, минирования храмов и осквернения могил. По данным Елены Гуськовой, в 1991 году в этих действиях активное участие принимала хорватская полиция — арестовывала священников, запрещала верующим собираться, мешала проведению праздников.

## Сербская реакция и гражданские протесты
23 мая 1990 года председателем скупщины общины Книн был избран Милан Бабич, зубной врач по профессии, член главного комитета СДП, бывший коммунист и делегат на Съезде Союза коммунистов Хорватии. Вокруг него сформировался круг национально ориентированных сербов, которые начали работу по объединению сербских общин в Хорватии. Причём, делали это на основе конституции Хорватии, которая это формально позволяла.
Скупщина Книна 27 июня завершила создание Содружества шести общин Лики и Северной Далмации. Желание объединиться выразили общины Книн, Бенковац, Обровац, Доньи-Лапац, Грачац и Титова-Кореница. Целью объединения было создание единого экономического пространства, координация региональной политики и экономический подъём менее развитых общин. Спустя некоторое время желание присоединиться к ним высказали ещё 11 общин — Войнич, Двор-на-Уни, Костайница, Глина, Петринья, Пакрац, Окучани, Госпич, Врховине и Плашки. В общинах проводилась агитационная работа среди сербов по объединению в политической, культурной и других сферах. Представители Сербской демократической партии в местных скупщинах привлекали на свою сторону депутатов от коалиции Союза коммунистов Хорватии и Партии демократических перемен. Особенно заметно это было в Оброваце, Титова-Коренице, Вргинмосте и Войниче.
Параллельно шло объединение сербских общин Западной и Восточной Славонии, Бараньи и Западного Срема. Темой митингов были стабилизация и демократизация Хорватии и опасения возрождения фашизма. Среди руководителей сербского движения в Хорватии постепенно проявились две линии: более твёрдая, с опорой на Сербию и Слободана Милошевича, которой придерживался Милан Бабич и умеренная, предполагавшая поиск компромисса с хорватскими властями, за которую выступал Йован Рашкович. В этот период сербы не ставили задачу отделения от Хорватии. По словам Елены Гуськовой, Йован Рашкович утверждал, что сербский народ равноправен с хорватским и хочет жить в демократической Хорватии при условии получения автономии.
3 июля 1990 года из Секретариата МВД в Книне в министерство внутренних дел в Загреб было отправлено письмо, подписанное пятьюдесятью милиционерами. В нём сотрудники книнской милиции отказывались принять новую форму и знаки различия, а также планируемое переименование органов внутренних дел. Они указывали на то, что новая форма и символы похожи на те, что использовались хорватскими усташами и что их беспокоят экстремизм новой хорватской власти и массовые увольнения сербов из милиции. Милиционеры предложили выработать новый компромиссный проект по названию и форме МВД. 5 июля в Книн прибыл министр внутренних дел СР Хорватии Йосип Больковац, который встретился с милиционерами и представителями Сербской демократической партии. После переговоров Больковац принял условия милиционеров Книна, однако предложил им опубликовать новое письмо с более точной формулировкой своих позиций.
25 июля 1990 года в небольшом городе Срб в Лике состоялся съезд Сербской демократической партии. Число её сторонников и просто зрителей, собравшихся на съезде оценивается в 120 000 — 200 000 человек. На съезде были сформированы законодательный орган власти — Сербский сабор и исполнительный орган — Сербское национальное вече. Была принята декларация о суверенитете и автономии сербского народа. Требования сербов касались употребления кириллицы, сохранения сербских школ и соответствующих школьных программ, культурных и политических институтов, предприятий, печати и сербского радио и телевидения. Председателем Сербского национального веча был избран Милан Бабич, что во многом определило радикализацию сербского движения за автономию.

## Сербский референдум
16 августа Сербское национальное вече приняло решение провести референдум по вопросу автономии сербов в Хорватии.
Хорватские власти объявили референдум незаконным и пообещали помешать ему всеми возможными средствами. 17 августа они послали в сербские области в Северной Далмации специальные подразделения МВД, чтобы изъять оружие у резервного состава местной милиции и помешать проведению референдума. Ночью хорватский спецназ напал на милицейский участок в Бенковаце. Ответом сербского населения стали многочисленные баррикады на дорогах и патрулирование населённых пунктов ополченцами. Местные секретариаты милиции под руководством Милана Мартича начали раздачу оружия со складов как милиционерам, так и гражданским лицам, желавшим оборонять Книн, а Милан Бабич объявил военное положение в Книне и его окрестностях.
Загреб отправил в Книн вертолёты и полицейский спецназ, чтобы «задушить книнских бунтовщиков». Однако, согласно хорватским источникам, самолёты Югославской народной армии вынудили вертолёты изменить маршрут и затем вернуться на свои аэродромы. Позднее югославские власти отрицали своё участие в этом инциденте.
Референдум состоялся 19 августа в 28 общинах полностью и в 23 частично. Ещё в 10 общинах хорватские власти смогли помешать проведению референдума. Всего за сербскую автономию высказались 756 549 человек, против — 172, недействительных бюллетеней было 60.
Обстановка в Хорватии накалилась до предела после того, как 18 августа 1990 года в белградской газете «Вечерние новости» (сербохорв. Večernje novosti) появилась публикация, в которой говорилось о двух миллионах сербских добровольцев, готовых отправиться в Хорватию на защиту сербского населения. В то же время в Сербии были запрещены митинги в поддержку сербов в Хорватии вплоть до ареста их участников.
Во время книнских событий проявились разные позиции Йована Рашковича и Милана Бабича. Первый призывал только к мирным протестам, а второй высказывался за вооружённый отпор. По мнению многих наблюдателей, влияние Рашковича после этого заметно упало.

## Дальнейшие события
21 декабря 1990 года в Книне была провозглашена Сербская Автономная Область Краина, в состав которой вошли тринадцать общин — Бенковац, Доньи-Лапац, Двор, Глина, Грачац, Книн, Костайница, Обровац, Пакрац, Петриня, Кореница, Войнич и Вргинмост. Над возвышающейся над городом крепостью был поднят сербский флаг. Согласно принятому Уставу, «Сербская автономная область Краина является видом территориальной автономии в составе Республики Хорватии… в рамках Федеративной Югославии».
22 декабря 1990 года Парламент Хорватии ратифицировал новую Конституцию Хорватии, в которой сербы были приравнены к национальному меньшинству наравне с другими меньшинствами. Большинство сербских политиков сочло это как ущемление прав сербского населения республики, которое ранее, как и хорваты, было государствообразующим народом. В новой хорватской Конституции было записано, что на первых демократических выборах была подтверждена тысячелетняя государственная самобытность Хорватии и стремление добиться суверенитета. Было провозглашено, что Хорватия стала национальным государством хорватского народа. О какой-либо форме автономии для сербов речи не было.
Приход к власти в Хорватии националистов и принятие новой Конституции сыграли решающую роль в дальнейшей деятельности сербских автономистов. Для сербов в Хорватии значительной мотивацией был и лозунг, сформулированный Слободаном Милошевичем — «Все сербы будут жить в одном государстве». Когда сербскому республиканскому руководству стало ясно, что СФРЮ сохранить не удастся оно склонилось к мысли о проведении референдума, на котором населяющие Югославию народы высказались бы о своей дальнейшей судьбе. По этой схеме планировалось, что все сербы должны были оказаться в составе новой Югославии. Милошевич подчёркивал, что разделение сербского народа в случае распада страны неприемлемо для Сербии. Позднее, с изменением международной обстановки, сербское руководство изменило своё отношение к Краине, а затем и вовсе от неё отказалось.

## Оценки

### Сербская
Один из лидеров сербского движения в Краине Милан Бабич позднее так вспоминал о событиях лета 1990 года:
Мы начинали своё движение в 1990 году. Сербская демократическая партия все больше становилась движением. Сербское движение в Хорватии шло по двум направлениям: через консолидацию вокруг партии и через объединение общин с большинством сербского населения. Хорватия сразу же приняла поправки к Конституции, запрещающие объединение общин. Мы оспаривали своё право в Верховном суде СФРЮ, который тогда ещё существовал. Затем хорваты ввели шаховницу.

Национальное вече провозгласило проведение референдума. Референдум состоялся 19 августа и проходил в местных содружествах. Практически участки находились в каждом селе так как хорватские власти дали указание общинам блокировать референдум. Народ определился за самостоятельность сербского народа. Хорватские власти приняли решение забрать все оружие в сербских селах. СДП, в свою очередь, создавала сельские патрули. 17 августа 1990 года хорватская полиция пошла на Книн. Народ остановил их в Коренице. Первая баррикада выросла 17 августа.

### Хорватская
В Хорватии Революция брёвен именуется «сербским восстанием» (хорв. Srpska pobuna). Страх хорватских сербов перед возрождением фашизма в Хорватии сами хорватские власти считали, с одной стороны, беспочвенным, а с другой видели в нём проявления «великосербского империализма». Территории под контролем краинских сербов были названы «оккупированными» и было заявлено стремление восстановить на них «конституционный порядок».
Известный хорватский военный историк Давор Марьян хотя и подтвердил тезис, что приход ХДС к власти вызвал у значительной части сербов опасения возрождения идей усташей, тем не менее писал, что несмотря на острую политическую риторику ХДС у краинских сербов не было причин браться за оружие. По его словам, часть сербов в Хорватии противилась хорватскому государству как таковому. Политику же сербского руководства он оценил как попытку дестабилизации Хорватии и Боснии и Герцеговины. По мнению Марьяна, хорватское руководство не смогло остановить Революцию брёвен, так как этому воспрепятствовала Югославская народная армия.

### Другие
По мнению российского исследователя Елены Гуськовой, сербское движение в Хорватии стало следствием развернувщейся в республике националистической пропаганды и широких антисербских настроений. Сербов беспокоили отказ хорватских властей предоставить им культурную автономию и ужесточение антисербской кампании. Движению за автономию в рамках Хорватии переросло в движение за присоединение к Югославии, с одной стороны, из-за политики Хорватии, направленную на полную самостоятельность республики, а с другой — из-за поданных Белградом надежд на поддержку в борьбе за объединение всех сербов в одном государстве.
Американский исследователь Крейг Нейшн в своей монографии «Война на Балканах 1991—2002» отмечал, что национализм хорватского правительства спровоцировал сербов на ответную реакцию, и они приступили к объединению муниципалитетов. Их в этом поддержали сербские республиканские власти. Хотя сербы в Краине использовали тот же диалект сербскохорватского языка, что и хорваты, а их образ жизни ничем не отличался от хорватского, они были православными христианами и хорошо помнили ту резню, которую над ними устроили хорватские фашисты в годы Второй мировой войны.